# Obóz internowania w Talerhof
Obóz internowania w Talerhof (niem. Interniertenlager Thalerhof, oficjalnie k.k. Internierten-Lager)  – obóz dla internowanych Rusinów z Galicji i Bukowiny, oskarżonych o moskalofilstwo, utworzony przez władze austro-węgierskie, działający w Thalerhof, na terenie lotniska wojskowego koło Grazu od 4 września 1914 do maja 1917.

## Historia
Aresztowań w celu koncentracji „nieprawomyślnej” ludności dokonano głównie na początku I wojny światowej, w rezultacie porażek w wojnie z Rosją i w atmosferze psychozy wojennej i terroru. Pierwszy transport aresztowanych Rusinów przybył do obozu na początku września 1914 roku ze Stanisławowa. Pierwotnie w obozie nie było baraków, a obóz kilka razy zmieniał położenie na terenie lotniska. Więźniowie spali pod gołym niebem, w wyznaczonych dla nich „zagrodach”.
Więźniowie dostawali do jedzenia chleb i zupę, nie mieli do dyspozycji żadnych naczyń i zmuszeni byli korzystać z kapeluszy lub rozbitych butelek. Jesienią 1914 r. część więźniów (ok. 1800) została zakwaterowana w hangarach, nie było tam jednak miejsca dla aż dwóch tysięcy innych osadzonych. Do końca 1914 r. zbudowano około 30 drewnianych baraków, nie było w nich jednak prycz i więźniowie tłoczyli się na gnijącej słomie. By zapobiec ucieczkom, więźniów trzymano cały czas zamkniętych w barakach, wypuszczano ich tylko w grupach, gdy szli do latryny.
W połowie grudnia 1914 r. baraki i obozowe alejki wyposażono w oświetlenie elektryczne.
Do obozu wciąż jednak przybywało więcej internowanych, dlatego wielu z nich, dla których nie znalazło się miejsce w barakach, musiało spędzić zimę na przełomie 1914 i 1915 roku w namiotach. W połowie 1915 roku rozpoczęto budowę solidniejszych baraków, w sumie powstało ich około 80, z których część służyła do izolacji chorych i celów gospodarczych. W jednym baraku mieściło się od 250 do ponad 500 osób.
W sumie przez obóz przewinęło się w latach 1914–1916 około 15 000 osób. W całym okresie istnienia obozu, z powodu braku odpowiedniej odzieży, słabych warunków bytowych oraz braku opieki medycznej zmarło 1767 osób, większość (1350 osób) podczas epidemii tyfusu na przełomie grudnia 1914 i marca 1915 roku.
Na początku 1916 roku w obozie wybudowano piece, powstała pralnia obozowa, piekarnia, kuchnia, magazyny, łaźnia, dwa sklepy z jedzeniem i dwie kaplice (greckokatolicka i prawosławna). Wśród internowanych przeważali galicyjscy starorusini, więziono tu także Polaków (500 osób), Ukraińców (ok. 270 osób), Rumunów, Rosjan, Romów i Żydów.
26 czerwca 1915 roku, po bitwie pod Gorlicami rozpoczęto w obozie pobór rekrutów do wojska austro-węgierskiego, na początku w wieku od 18 do 24, a w późniejszym okresie aż do 50 lat. W ramach zachęty do wstępowania do wojska, ochotnikom zapewniono lepsze warunki bytowania w obozie. W maju 1917 roku cesarz Karol I Habsburg zwolnił wszystkich internowanych, nie wypuszczono ich jednak od razu, a ostatnia grupa więźniów opuściła obóz dopiero we wrześniu tego samego roku. Części ze zwolnionych nie pozwolono powrócić do domu, lecz nakazano im osiedlenie się na terenie Austrii.
Po I wojnie światowej w Galicji w środowiskach mniejszości rusińskiej upamiętniano ofiary tych obozów: organizowano zjazdy (w 1928 i 1934), wydawano książki i pamiętniki. W Polsce działał m.in. Centralny Komitet Talerhofski.

## Galeria

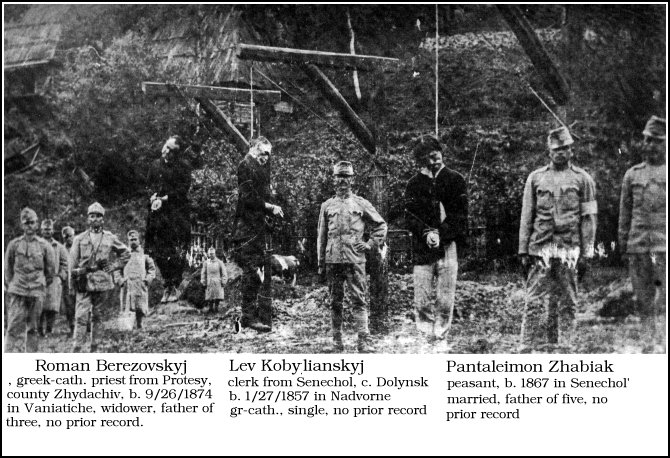
Egzekucja w Talerhof. Powieszeni: Roman Berezowskyj (ksiądz greckokatolicki), Łew Kobylanśkyj (urzędnik) i Pantelejmon Żabiak (chłop)
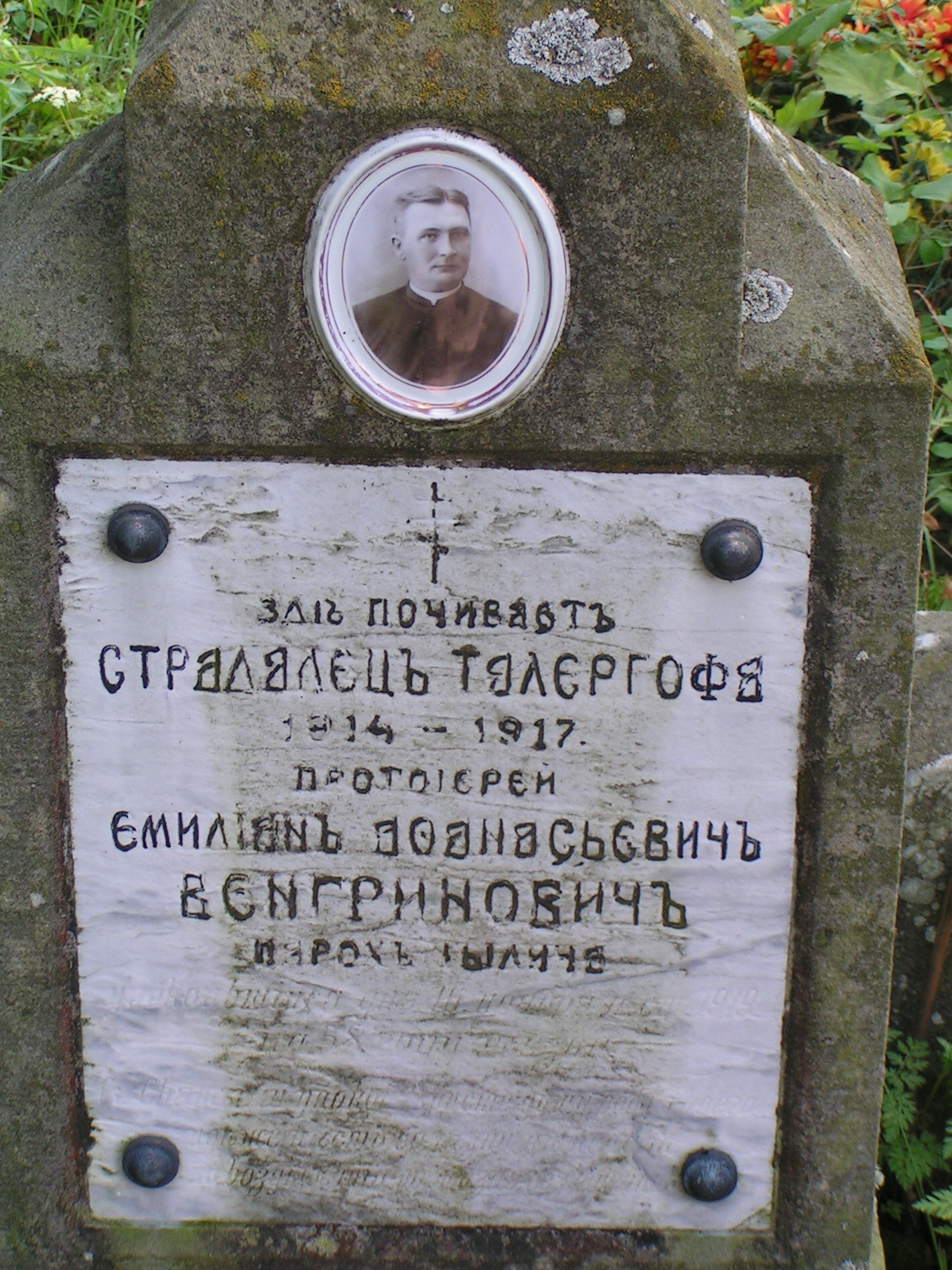
Tylicz, cmentarz przycerkiewny – grób księdza Emiliana, Wengrynowicza, parocha (proboszcza) Tylicza, ofiary obozu w Talerhof
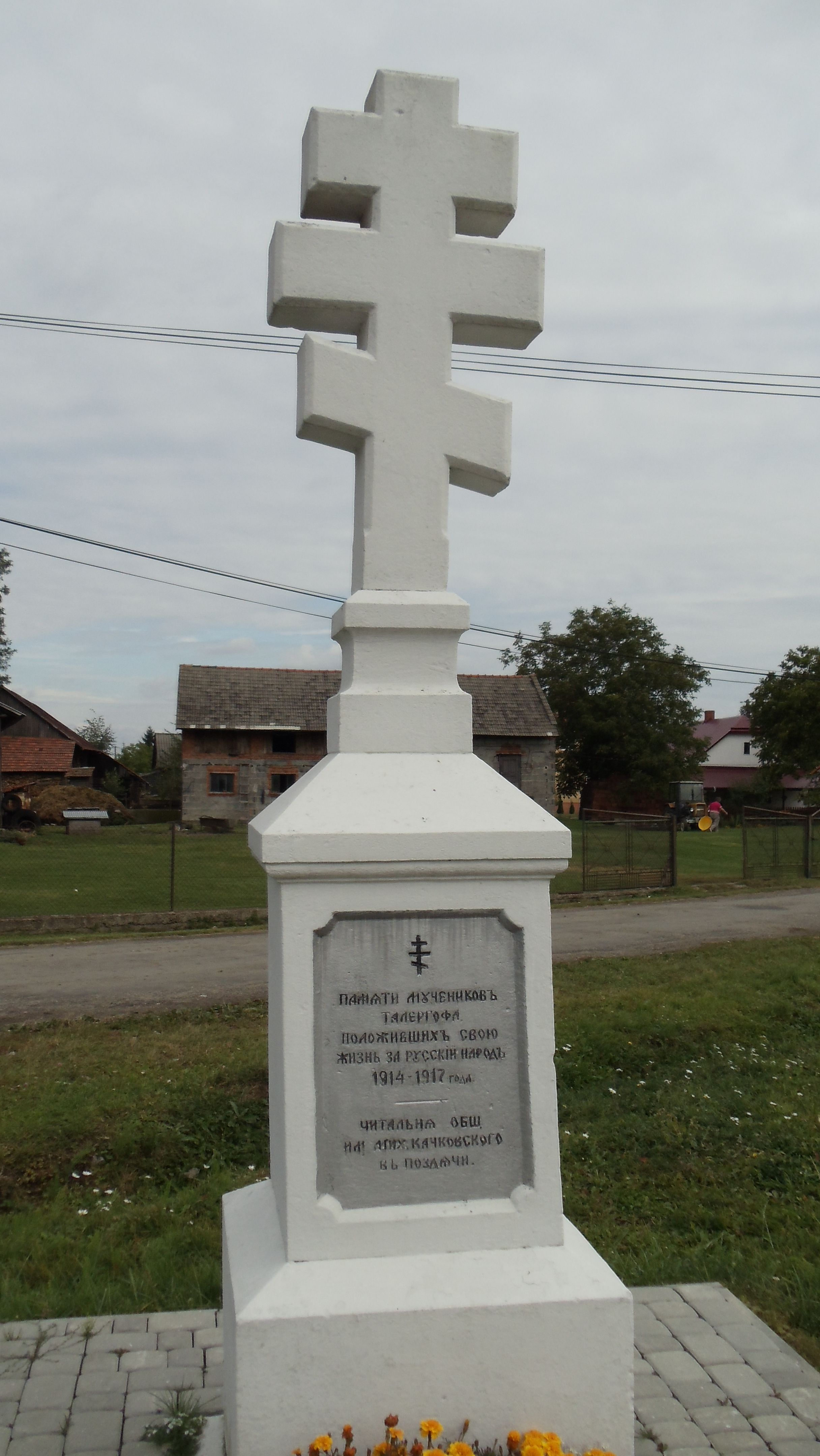
Pomnik ofiar Talerhofu w Lesznie
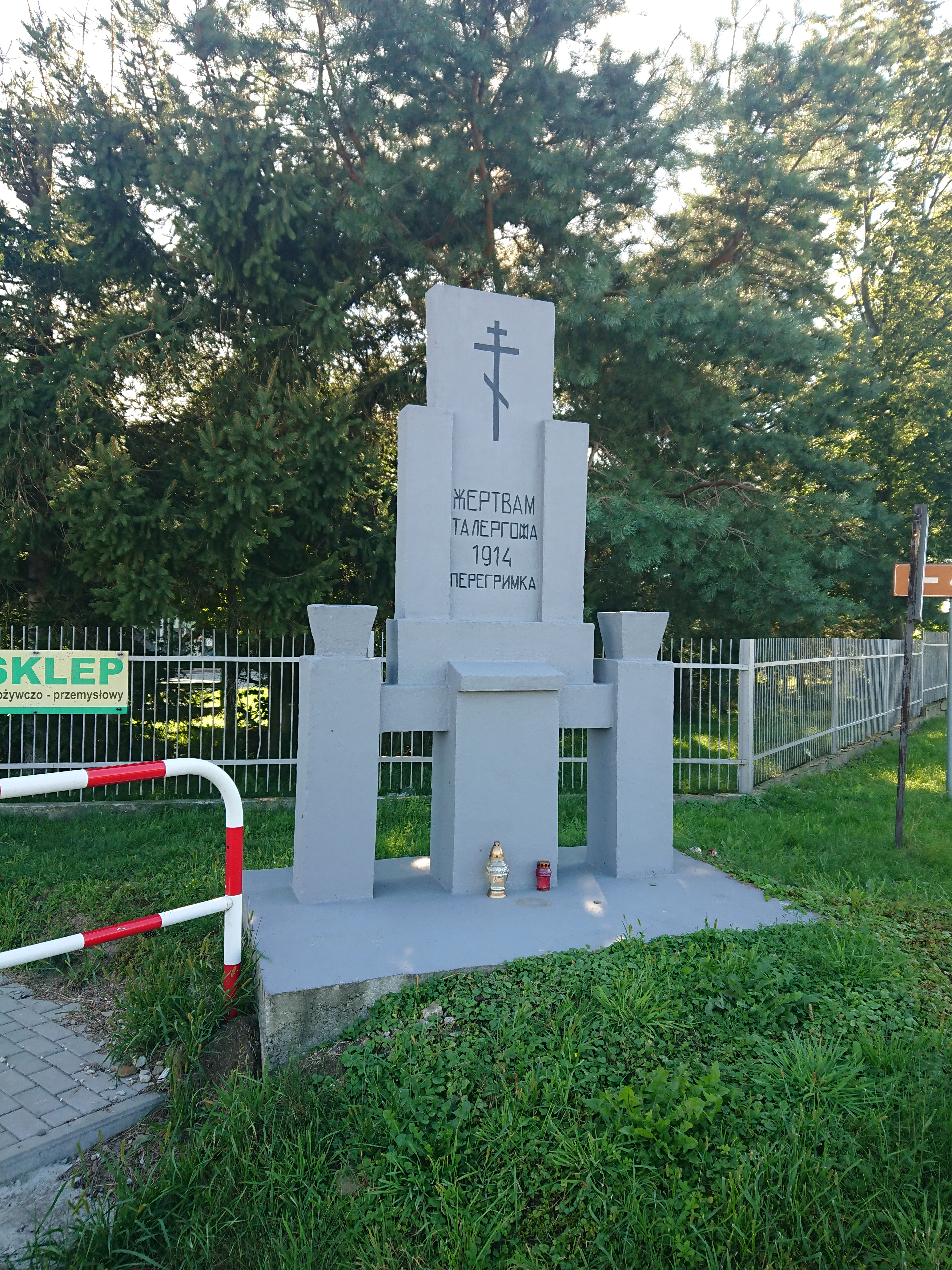
Pomnik ofiar Talerhofu we wsi Pielgrzymka